# Franklin Matthias
Franklin Thompson Matthias (13 de março de 1908 — 3 de dezembro de 1993) foi um engenheiro nuclear estadunidense.
Dirigiu a construção do Hanford Site, uma instalação do Projeto Manhattan durante a Segunda Guerra Mundial. Tenente-coronel do Corpo de Engenheiros do Exército dos Estados Unidos, foi indicado em 1942, com 34 anos de idade, para o projeto Hanford pelo general Leslie Groves.